# Ford Model A (1903)
De Ford Model A was de eerste productie-auto gemaakt door de Ford Motor Company, datzelfde jaar opgericht door Henry Ford. Er zijn tussen 1903 en 1905 ongeveer 1750 Model A's verkocht. De Ford Model A was een tweezitter, die omgebouwd kon worden tot een vier-zitter tonneau. De tweezitter kostte $750, voor de vierzitter werd $100 extra gevraagd. Wilde de eigenaar er een dak bij dan werd er $30 voor een rubberen dak gevraagd en $50 voor een leren dak.

## Beschrijving
Hoewel de Model A standaard werd geleverd als een tweezitter kon er op de achterkant een extra bank geplaatst worden zodat de auto een vierzitter werd. De motor bevond zich onder de voorste bank en dreef, door middel van een ketting, de achteras aan. De versnellingsbak bestond uit een twee versnellingen tellend planeetwielmechanisme. De motor had twee cilinders die tegenover elkaar lagen, samen produceerden zij 8 pk. De topsnelheid lag op ongeveer 45 km/h